# グーフィーの釣天狗
『グーフィーの釣天狗』（グーフィーのつりてんぐ、原題：Goofy and Wilbur）は、ウォルト・ディズニー・プロダクション（現：ウォルト・ディズニー・カンパニー）が制作したアニメーション短編映画作品。公開は1939年3月17日。
グーフィーが単独主演した作品としては初めてのものであり、グーフィーの短編映画シリーズ第1作となる。

## あらすじ
グーフィーが小舟に乗って池へ魚捕りにやってきた。池に設置されている「魚釣り禁止」のサインを確認すると、グーフィーは持ってきた箱のフタを開け、何かが飛び出す。相棒のバッタ、ウィルバーである。グーフィーがウィルバーに「いつものように頼むよ」と言うと、ウィルバーは池に飛び込んだ。アメンボのごとく水面を行くウィルバーは水中の魚を挑発して魚をおびき寄せ、ウィルバーを追うのに夢中になった魚をグーフィーが網で捕らえた。これが彼らの魚捕りなのだ。
快調に魚を捕らえていくグーフィーとウィルバーだったが、挑発に全く動じない魚が油断したウィルバーを食べそうになる。グーフィーは網でウィルバーを助けようとしたものの、直前に捕った魚が網を壊してしまったため助けられず、ウィルバーはそのまま魚に飲み込まれてしまった。ウィルバーを飲み込んだ魚を捕まえたグーフィーは魚にウィルバーを吐き出させるが、ウィルバーの顔は真っ青。グーフィーは気付け薬を嗅がせてなんとかウィルバーを起こした。本調子ではないウィルバーだが、グーフィーに励まされウィルバーは再び池へ出て行く。大量の魚を挑発し大ジャンプするウィルバー。しかし、そこに悲劇が待っていた。着地点にカエルが待ち構えていたのだ。ウィルバーはそのままカエルに飲み込まれてしまった。
グーフィーは舟を飛び出し、ウィルバーを飲み込んだカエルを追いかけ始める。手袋で捕らえようとするグーフィーと、逃げようと大ジャンプするカエル。しかし、今度はそのカエルをコウノトリが飲み込んでしまった。コウノトリとグーフィーの追いかけっこの末にグーフィーは木の上の巣まで追い詰めるが、グーフィーを振り払って卵1つを残しコウノトリは飛び立っていってしまった。ウィルバーとともに……。
コウノトリの巣の上でウィルバーに別れを告げるグーフィー。「バッタなんていくらでもいるさ」と虚勢を張るも、悲しみを抑えられず号泣してしまう。しかし、こんなことで終わるウィルバーではなかった。グーフィーの足元にあったコウノトリの卵が割れ、中からウィルバーが現れたのだ。ウィルバーの無事に大喜びするグーフィーに対し、これぐらいなんともないと言わんばかりに威勢よくポーズしてみせるウィルバーだった。

## スタッフ
- 製作：ウォルト・ディズニー
- 監督：ディック・ヒューマー
- 作画：アート・バビット、イサドア・クライン、エド・ラヴ、ウォルフガング・ライザーマン、バーナード・ウルフ
- 特殊効果：ジョシュア・メダー
- 脚本：オットー・イングランダー
- 音楽：ポール・J・スミス

## 登場キャラクター
- グーフィー（声：ジョージ・ジョンソン）
- バッタのウィルバー

## 日本での公開

### 収録
- 『みんなだいすき グーフィー!』（DVD、ブエナ ビスタ ホーム エンターテイメント）